# Festival de Cine de Sídney
El Festival de Cine de Sídney —en inglés: Sydney Film Festival— es un festival cinematográfico de carácter anual que se celebra en la ciudad australiana de Sídney durante 12 días del mes de junio. El evento es realizado en diversas partes del centro de la ciudad e incluye la exhibición de largometrajes, documentales, cortometrajes, retrospectivas, cine familiar y animaciones. El actual director del festival es Nashen Moodley, que comenzó a principios de 2012, luego de reemplazar a Clare Stewart.

## Competencia y premios
Aunque un pequeño número de premios existieron desde mediados de la década de 1980, antes del año 2007 el festival era clasificado por la Federación Internacional de Asociaciones de Productores Cinematográficos (FIAPF) como un evento cinematográfico no competitivo. El 10 de septiembre de 2007, el Festival anunció que había recibido fondos del gobierno de Nueva Gales del Sur para albergar una competencia oficial internacional, por lo que el FIAFP la reclasificó como un festival de cine competitivo especializado en largometrajes. La audiencia asistente a las proyecciones de películas también puede votar con el fin de entregar un premio popular, mientras que los premios específicos de la industria son otorgados en las siguientes categorías:
- Sydney Film Prize (actualmente patrocinado por iShares).[5]
- Premio al documental australiano (actualmente patrocinado por Foxtel).[6]
- Premio al mejor cortometraje australiano de acción en vivo (actualmente patrocinado por Dendy) - instaurado en 1989.[7]
- Premio Rouben Mamoulian al mejor director  australiano de cortometrajes (actualmente patrocinado por Dendy).[7]
- Premio Yoram Gross de Animación (patrocinado por Yoram y Sandra Gross) - instaurado en 1986.[7]
- El Premio CRC al mejor largometraje australiano con una perspectiva multicultural (actualmente patrocinado por el Community Relations Commission For a Multicultural NSW) - instaurado en 1992.[7]
- Premio a la Innovación Peter Rasmussen - establecido en 2008.[8]
- Premio del Público al Mejor Largometraje Ficción (actualmente patrocinado por Showtime).[9]
- Premio del Público al Mejor Documental (actualmente patrocinado por Showtime).[9]

### Palmarés
| Año  | Película                       | Director              | País          |
| ---- | ------------------------------ | --------------------- | ------------- |
| 2008 | Hunger                         | Steve McQueen         | Inglaterra    |
| 2009 | Bronson                        | Nicolas Winding Refn  | Dinamarca     |
| 2010 | Los amores imaginarios         | Xavier Dolan          | Canadá        |
| 2011 | Yodaí-e Nader az Simín         | Asghar Farhadi        | Irán          |
| 2012 | Alps                           | Yorgos Lanthimos      | Grecia        |
| 2013 | Only God Forgives              | Nicolas Winding Refn  | Dinamarca     |
| 2014 | Two Days, One Night            | Hermanos Dardenne     | Bélgica       |
| 2015 | Las mil y una noches           | Miguel Gomes          | Portugal      |
| 2016 | Aquarius                       | Kleber Mendonça Filho | Brasil        |
| 2017 | En cuerpo y alma               | Ildikó Enyedi         | Hungría       |
| 2018 | Las herederas                  | Marcelo Martinessi    | Paraguay      |
| 2019 | Parásitos                      | Bong Joon-ho          | Corea del Sur |
| 2020 | No concedido                   | No concedido          | No concedido  |
| 2021 | La vida de los demás           | Mohammad Rasoulof     | Irán          |
| 2022 | Close                          | Lukas Dhont           | Bélgica       |
| 2023 | La madre de todas las mentiras | Asmae El Moudir       | Marruecos     |
| 2024 | Siempre nos quedará mañana     | Paola Cortellesi      | Italia        |
| 2025 | Un simple accidente            | Jafar Panahi          | Irán          |

## Directores del festival
| - David Donaldson (1954 – 1957) - Valwyn Edwards (1958) - Sylvia Lawson and Robert Connell (1959) | - Lois Hunter (1960) - Patricia Moore (1961) - Ian Klava (1962 – 1965) | - David Stratton (1966 – 1983) - Rod Webb (1984 – 1988) - Paul Byrnes (1989 – 1998) | - Gayle Lake (1999 – 2004) - Lynden Barber (2005 – 2006) - Clare Stewart (2007 – 2011) - Nashen Moodley (2012 – presente) |